# Solierella
Solierella is een geslacht van vliesvleugelige insecten van de familie van de graafwespen (Crabronidae).

## Soorten
- S. canariensis E. Saunders, 1904
- S. compedita (Piccioli, 1969)
- S. dispar Pulawski, 1964
- S. insidiosa Beaumont, 1964
- S. pectinata Pulawski, 1964
- S. pisonoides (S. Saunders, 1873)
- S. seabrai de Andrade, 1950
- S. verhoeffi Beaumont, 1964